# Mychajliwka (hromada Jełaneć)
Mychajliwka (ukr. Михайлівка) – wieś na Ukrainie, w obwodzie mikołajowskim, w rejonie wozniesieńskim, w hromadzie Jełaneć. W 2001 liczyła 109 mieszkańców.